# Kunstværket (Augustenborg)
Kunstværket i Augustenborg er en kunstnersammenslutning bestående af cirka 52 kunstnere, som hver har et arbejdsrum i det tidligere rådhus ved Louise Augustas Plads. Kunstværket afholder jævnligt mindre koncerter, foredrag og andre kreative arrangementer. 
I begyndelsen af 2013 opdagede tre lokale kunstnere at den tidligere Augustenborg Kommunes rådhus stod tomt. De dannede en gruppe som tilbød Sønderborg Kommune at de ville inddele de ledige lokaler til kunstværksteder og udleje dem til interesserede kunstnere. Foreningen Kunstværket blev oprettet og Sønderborg Kommune godkendte enstemmigt Kunstværket med en årlig støtte på 200.000 kr. til driften af huset.
Den 2. januar 2014 rykkede kunstnerne ind i Værket og huset blev delt op i 10 m² store rum, som kan lejes for 300 kr. pr. måned. Hver kunstner bestemmer selv hvor mange lodder man vil leje. I dag er Kunstværket booket op med 59 lodder af 52 arbejdende kunstnere. De deltagende kunstnere er både professionelle og amatører. I kælderen arbejder keramikerne og væverne, i stueetagen er der overvejende kunstmalere. Desuden er der på samme etage et større rum som benyttes til forskellige kulturelle formål. 
Kunstværket holder åbent hus den sidste weekend i måneden fra kl. 11-16.